# ОККО
ОККО — мережа автозаправних комплексів в Україні. Власник — АТ «Концерн Галнафтогаз». У січні 2021 року включала 413 АЗК, 27 ресторанів, 11 нафтобаз, газонаповнювальну станцію на Львівщині та 19 стаціонарних та мобільних лабораторій контролю якості.

## Історія
Перша АЗС відкрилась у 1999 році в Стрию на Львівщині, перший автозаправний комплекс із магазином, кафе та автомийкою відкрито 2000 року у Львові на вул. Зеленій.
У 2002 році мережа налічувала 55 АЗК; першу заправку відкрито в Києві. 2006 року відкрито перші два трасові комплекси ОККО: у Калинівці під Києвом та в Чопі на Закарпатті.
Почала працювати перша мобільна лабораторія для контролю якості нафтопродуктів.

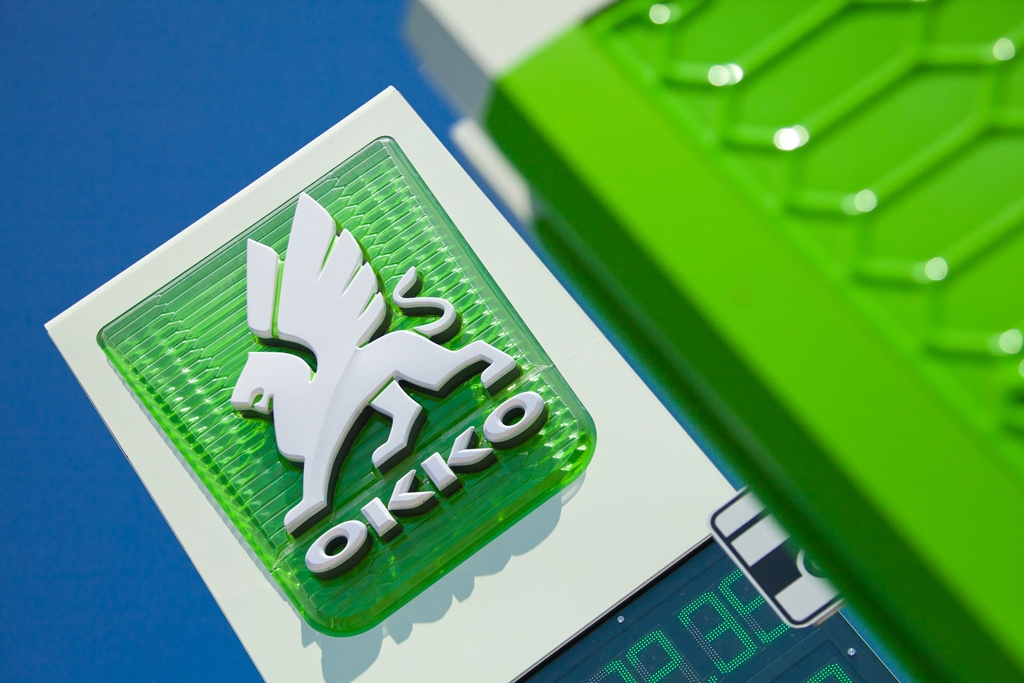
Стела з цінниками

2007 року в Бурштині Івано-Франківської області відкрилася перша АГНКС з продажу стиснутого газу.
У мережі відкрито перший ресторан швидкого обслуговування «A la minute» у Сколе, Львівської області.
2009 рік — початок роботи програми лояльності для постійних клієнтів Fishka. У Львові відкрито перші магазини «Tobi» поза межами АЗК.
З 2009 року одним з акціонерів компанії став ЄБРР.
2011 рік — відкрито перший ресторан італійського формату «Pasta Mia» та перший АЗК ОККО на Донеччині. Частка мережі на роздрібному ринку нафтопродуктів становила 13,6 %.
2012 рік — мережа включає 360 об'єктів.
2014 рік — мережа має 400 автозаправних комплексів, 32 ресторани A la minute, 8 закладів Pasta Mia і мережу кафе Hot Cafe. Компанія з партнерами проводить фотоконкурс «Україна в об'єктиві».
У Хмельницькій, Рівненській та Вінницькій областях компанія відкрила три склади для зберігання мінеральних добрив.

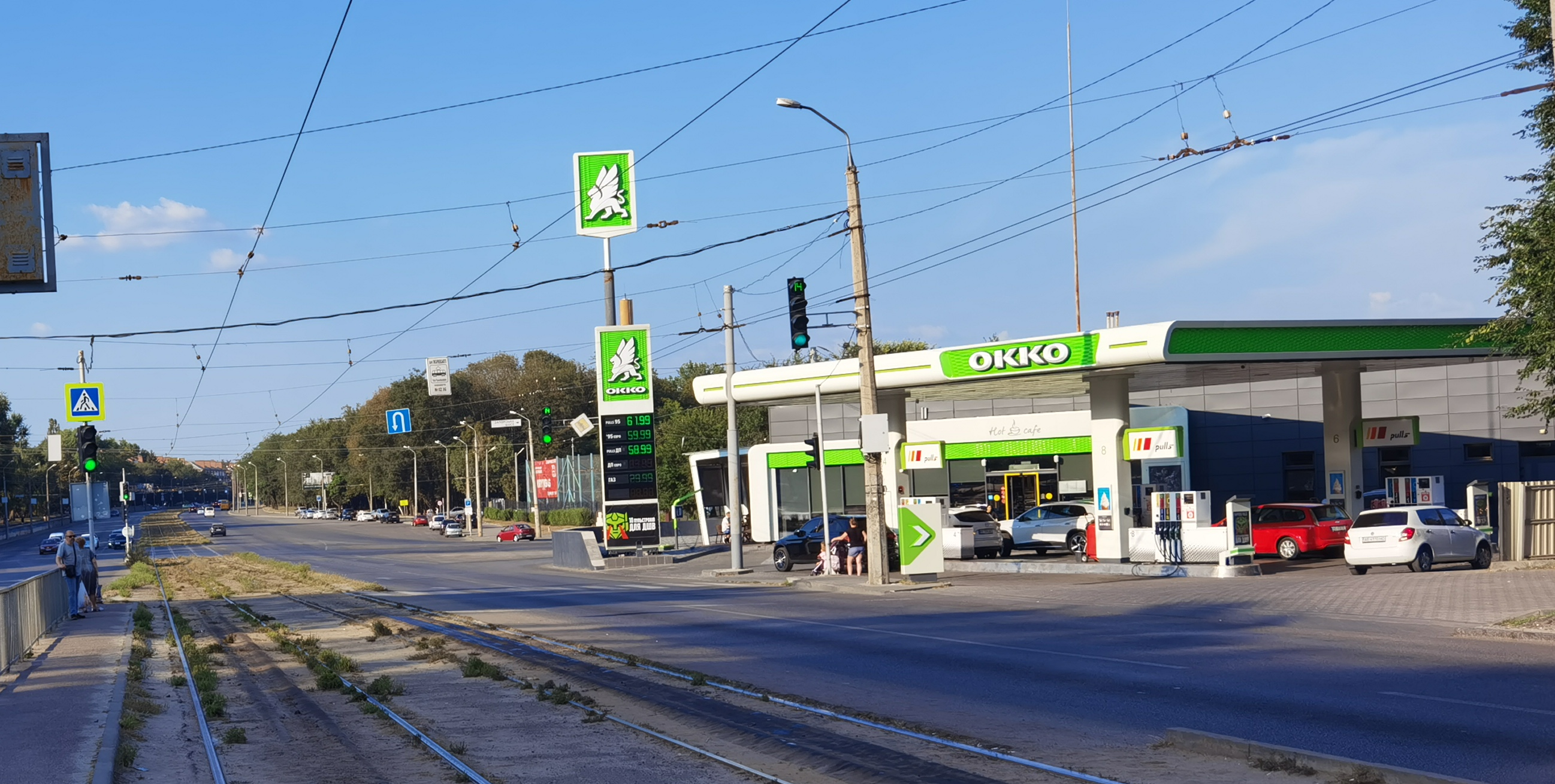
Заправка Окко в Дніпрі

Введено в експлуатацію найбільшу базу для зберігання скрапленого газу — Золочівську газонаповнювальну станцію (Львівська область) Резервуарний парк газонаповнювальної станції — 2000 м³.
2020 року мережа відкрила 11 автозаправних комплексів, встановила 16 модулів продажу скрапленого газу. Міжнародна фінансова корпорація та ЄБРР відкрили компанії ОККО кредитні лінії по 35 млн кожна.
В січні 2021 року ОККО підтвердила купівлю Херсонського нафтоперевалювального комплексу.

## Програма лояльності
З 2009 року в мережі діє програма лояльності Fishka.

## Супутні бренди

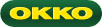
Колишній логотип

- A la minute, Pasta mia, Hot-café — заклади харчування
- Tobi — магазини супутніх товарів у Вінницькій і Львівській області
- TFC — центр паливних випробувань, включає 19 лабораторій, дві газових лабораторії
- Meiwei — мережа ресторанів та фудкортів

## Проєкти

### КСВ[17]

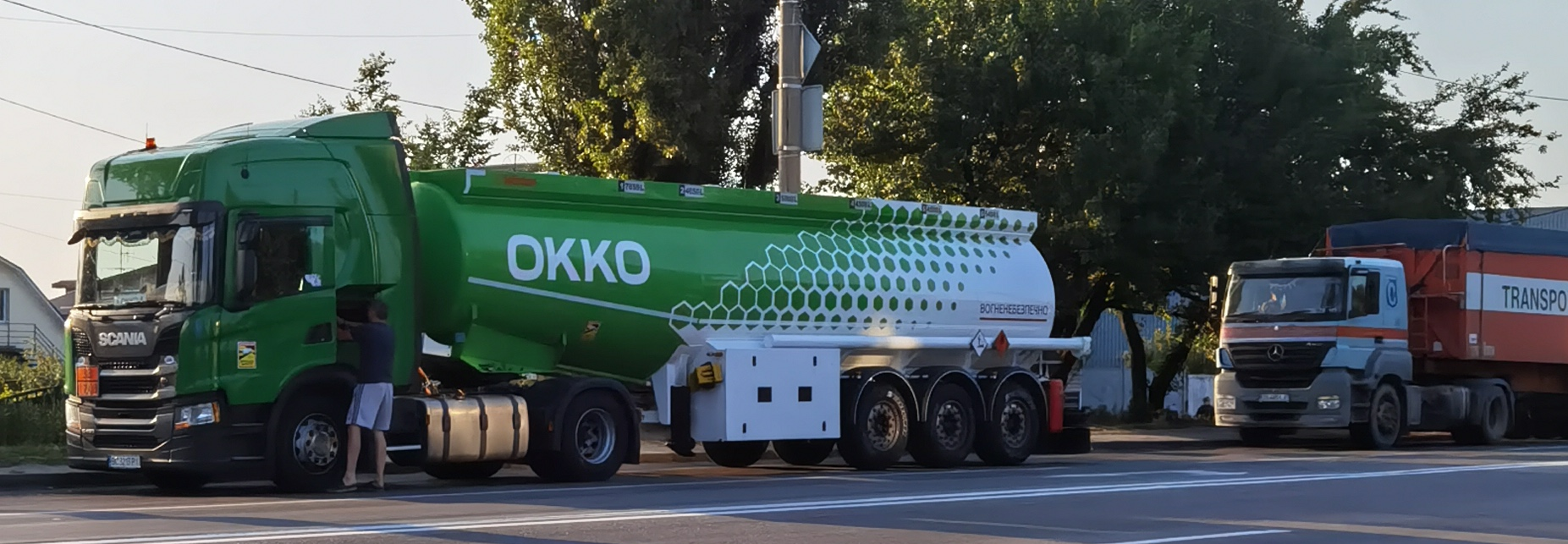
Вантажівка ОККО

В січні 2014 року на АЗК ОККО у Львові було встановлено контейнер для збору вживаних речей. Станом на кінець 2020 року їх в мережі діяло вже 30 у 7 містах — Києві, Львові, Одесі, Дніпрі, Харкові, Маріуполі та Запоріжжі.
2018 року у Львові почато проєкт із дитячим навчально-реабілітаційним центром «Джерело» зі збору макулатури на автозаправних комплексах мережі. Усі кошти, отримані за зібрану вторсировину, спрямовані на реабілітацію 300 дітей-вихованців центру.
У березні 2020 року компанія до ініціативи МОЗ, профінансувавши 50 тисяч перевезень медичних працівників: 20 тисяч через Uber, 20 тис. — Uklon та 10 тисяч через Bolt.
В липні 2020 року ОККО разом із БФ «Рідні» передала вісім апаратів штучної вентиляції легень у 1-шу Міську клінічну лікарню імені Князя Лева, у 5-ту Міську клінічну лікарню, 1-ий Пологовий будинок на вулиці Мечникова та у Стрийську Центральну районну лікарню.

### «Благаю, живи! Безпека на дорозі»
2014 рік: Спільно з ЄБРР розпочато проєкт «Благаю, живи! Безпека на дорозі». Перший етап проєкту був реалізований на автомобільній трасі М05 (Київ-Одеса).
У 2019 році ОККО в рамках проєкту «Благаю, не відволікайся!» закликала водіїв та пішоходів відмовитися від використання смартфонів та інших ґаджетів під час дорожнього руху. 30 автозаправних комплексів були задіяні упродовж лютого-березня у Києві, Львові, Харкові, Дніпрі, Одесі та на автошляху Одеса-Київ. Клієнти АЗК проходили спеціально розроблений VR-тесту який наочно показував, до яких наслідків може призвести листування, зйомки сторіз та серфінг в інтернеті учасників дорожнього руху. Усього 3,9 млн українців взяли участь в проєкті, долучившись до активації у соцмережах, на сайті компанії та пройшли VR-тест.
2020 — проведено загально кампанію «Благаю, світись!» з метою звернути увагу українців на проблему аварійності у темний період доби та закликати учасників дорожнього руху використовувати світловідбивальні елементи.

### «ОКО ЗА ОКО»
6 листопада 2022 — спільно з благодійним фондом Повернись живим було запущено проєкт із придбання БПЛА Шарк, авто та пускових установок.
Проєкт передбачає навчання особового складу, супровід інструкторами екіпажів на початкових етапах роботи, поточне обслуговування комплексу. Оголошена вартість проекту — 325 млн грн.

## Досягнення
- 2009 року АЗК ОККО в Інкермані (АР Крим) став найбільшим за площею в Україні (3,3 га). Розмір зумовлений тим, що на комплексі, окрім паливно-роздавальних колонок, функціюють модуль зрідженого газу та пункт заправки скрапленимгазом[30].
- 2014 рік: Компанія піднімається на 126 місце у топ-500 компаній Центральної і Східної Європи, який щорічно готує консалтингова компанія Deloitte.[31]
- Новий брендинг упродовж 2019 року здобуває 2 нагороди престижного міжнародного конкурсу Red Dot Design Awards 2018: Best of the Best та гран-прі в номінації «Комунікаційний дизайн»[32].
- 2019 рік: У рамках 7-го HR Wisdom Summit, що організовують бюро «Ekonomika+», Delo.ua" та проєкт «ТОП-100. Рейтинги найбільших», мережа АЗК ОККО відзначена в ТОП-10 в номінації «Бренди роботодавця» і в окремій номінації «HR -лояльність»[33].
- За версією журналу «Фокус» увійшла у трійку найкращих роботодавців України у сфері ритейлу[34].
- Довгостроковий проєкт компанії щодо підвищення рівня безпеки на дорогах України «Благаю, живи! Безпека на дорозі» включено бізнес-виданням «Власть денег» до топ-20 кращих програм КСВ[35].
- В серпні 2020 року бізнес/медіа бюро ekonomika+ випустило спеціальний номер журналу «ТОП-100. Рейтинги крупнейших», де ОККО була представлена в трьох рейтингах — «ТОП кращих КСВ-проєктів», «Кращі роботодавці країни» та «ТОП-30 найкращих HR-директорів України»[36][37][38].
- Компанії під брендом ОККО посіли перше місце в рейтингу «ТОП-200 найбільших платників податків на ринку пального України за 2020 рік», сплативши до державного і місцевих бюджетів України 595,3 мільйона гривень.[39][40]
- У січні 2021 року журнал Forbes Україна оприлюднив рейтинг кращих роботодавців країни за результатами 2019 року. Компанія ОККО посіла 39 місце в рейтингу[41].
- ОККО визнана ритейлером року в сегменті ПЕК за підсумками церемонії RAU Awards 2021.[42][43]
- У 2021 році компанія ОККО увійшла до числа 30 кращих роботодавців України за версією видання «ТОП-100. Рейтинги найбільших» спільно зі сайтом delo.ua.[44][45]

## Факти
Після початку тимчасової окупації Криму військами Росії 2014 року АЗС «ОККО» продовжили роботу в Криму та перейшли на закупку російського пального, внаслідок чого встановили ціни на пальне значно нижчі, ніж в інших регіонах України.
2018 року Віталій Антонов заявив, що компанія не працює на тимчасово окупованих територіях України, а АЗС у цих місцях «експлуатуються трудовим колективом, який працював там понад 10 років».
В листопаді 2019 року мережа розірвала стосунки з ТОВ «Гуель Парк», відмовившися від спорудження АЗК на перетині вулиць Ревуцького та Ахматової в Києві. Компанія заявила, що не має стосунку до забудови.
30 червня 2023 року у Львові на АЗС «ОККО» сталася технічна несправність, через яку частину автомобілів у бензин потрапила вода з піском. З ладу вийшли щонайменше 20 автомобілів.